# Сюзън Донъл
Сюзън Донъл (на английски: Susan Donnell) е англоамериканска журналистка, предприемачка, чиято кариера обхваща политически, търговски и хуманитарни въпроси, и авторка на известната историческа и биографична книга „Покахонтас“.

## Биография и творчество
Сюзън Донъл Грифитс (лейди Грифитс), с рожд. име Сюзън Бевърли Рандолф Менц, е родена през 1930 г. в Манила, Филипините. Дедите ѝ са едни от първите заселници на Вирджиния през 1607 г., а тя е 14-о поколение. Прекарва детството си в Европа (Швейцария, Германия, Италия, Португалия, Великобритания), Мексико и Далечния изток, включително Китай, където баща ѝ е бил командирован. Учи в Джорджтаунската академия за млади дами във Вашингтон и в Римския университет. Пътува много и изучава историята, политиката и икономиката на страните от Азия, плюс Китай и Япония.
След дипломирането си, от 1971 г. работи като журналист и пише статии за политиката на Студената война, икономиката и културата за американски и британски вестници, списания и радиостанции като „Ню Йорк Таймс“, „Лос Анджелис Таймс“, „Вог“, „Harpers and Queen“, WINS, NBC, и „Observor Foreign News Service“. Нейните доклади за Войната във Виетнам и въстанията на Филипинските острови са цитирани от международните агенции.
От 1980 г. работи в множество обществени и благотворителни организации. Член е на борда на подкрепената от Рокфелер международна организация „Интернешънъл Хаус“ и съдейства на Института за международно образование. В Лондон е председател на Американските приятели на Имперския военен музей, председател на Американските приятели на Театър и балет „Садлър Уелс“ (сега Кралски балет в Бирмингам) и в борда на клуба „Земята“, основан от Ръдиард Киплинг през 1903 г. за насърчаване на деловите и приятелски връзки между американските и британски ръководители. Член е на сдружения като Международния институт за стратегически изследвания, Кралския институт за международни отношения, Асоциацията за Близкия изток, Европейската атлантическа група, Средноатлантическия клуб и Консултативния съвет на фондация „Иман“.
В периода 1988 – 1996 г. е вицепрезидент на организацията на републиканците в чужбина във Великобритания. В периода 1996 – 2006 г. е основател и президент на Американския републикански интернационал.
От 2005 г. е председател на „Monday Luncheon Club Forum“, успешен международен форум в Лондон, създаден през 1937 г., който да привлича гости от търговски, дипломатически, политически и военни среди, за срещи с високопоставените лектори.
Председател и главен изпълнителен директор на „Южнокитайската морска стратегическа енергийна корпорация“ от 2014 г. В бизнеса разработва няколко компании за последваща продажба, една от които е регистрирана на фондовата борса Женева-Цюрих. Популяризира въглеродни находища в определени райони на Южнокитайско море. Действа и като консултант на големи фирми, като и и при решаване на политически въпроси в Азиатския регион.
През 1991 г. е издадена книгата ѝ „Покахонтас“, биографичен роман за „принцесата“ Покахонтас, дъщеря на великия вожд Похатан. Романът става бестселър, преведен е на над 20 езика по света и става вдъхновение за два анимационни филма.
Първият ѝ брак е с Елсуърт Донъл, международен банкер, който умира през 2000 г. През 2013 г. се омъжва за сър Елдън Грифитс, член на британския парламент. Елдън Грифитс умира през 2015 г.
Сюзън Донъл живее в Лондон.

## Произведения
- Pocahontas (1991)
Покахонтас, изд. „Калпазанов“ Габрово (1996), прев. Минна Станева